# Величковський Теодор
Теодор Величковський (нар. 6 квітня 1846 — пом.8 червня 1932, м. Долина) — український релігійний та громадський діяч, почесний громадянин міста Долина.

## Життєпис

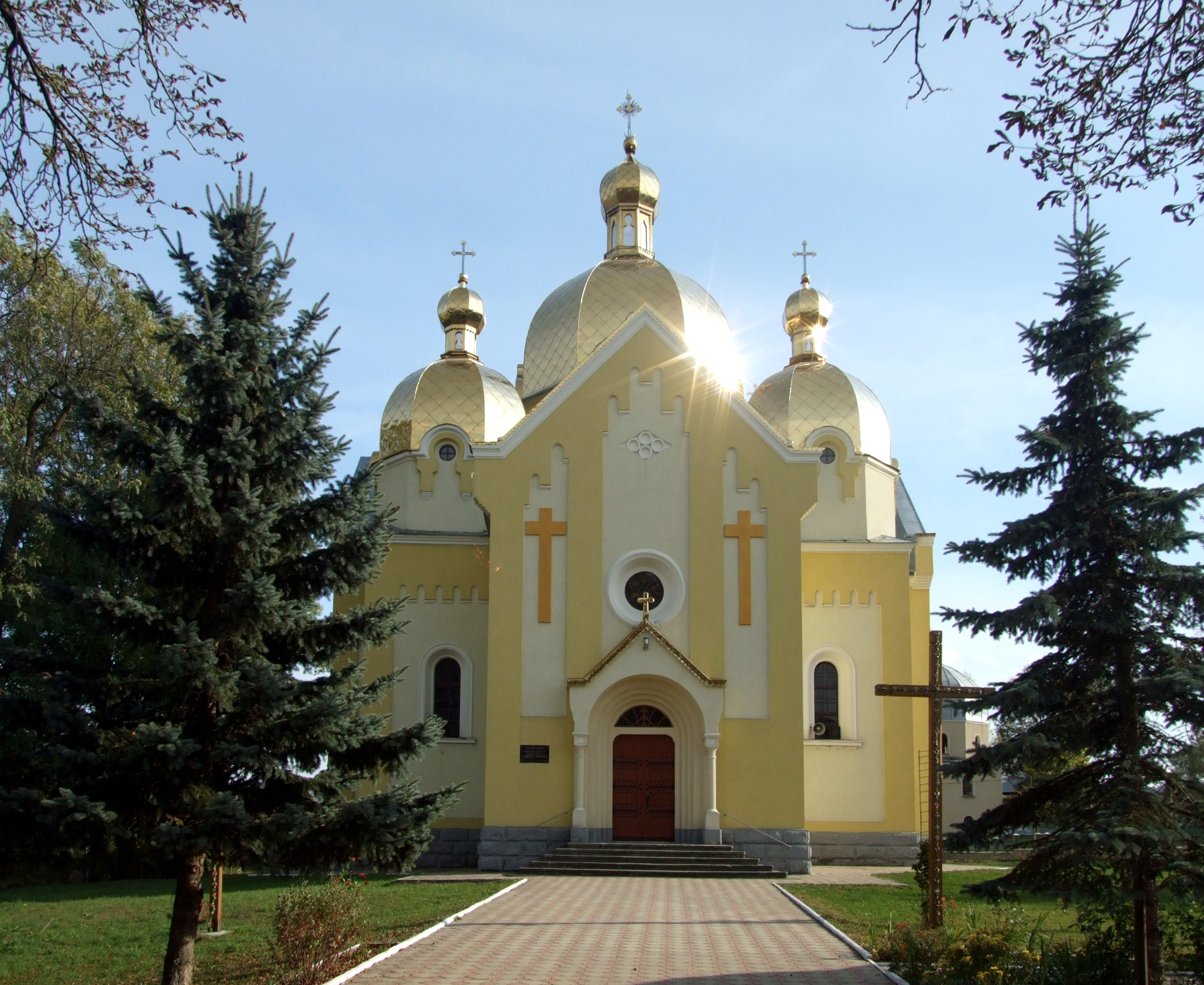
Цекрква Різдва Пресвятої Богородиці в Долині

Народився 6 квітня 1846 року. Певний час проживав у селі Вишнів на Рогатинщині.
Був одружений із Ольгою з родини Шухевичів. У подружжя народилося три дочки: Ірина, Марія та Марта. Ірина Величковська-Шухевич стала знаменитою художницею.
Понад 30 років служив настоятелем церкви Різдва Пресвятої Богородиці в Долині. Був ініціатором побудови нової цегляної церкви.
Велику увагу приділяв просвітницькій та духівницькій місії. Був організатором урочистості 1931 року з нагоди 120-річчя о. Маркіяна Шашкевича.
о. Теодор хрестив майбутнього кардинала Івана Мирослава Любачівського та мецената Омеляна Антоновича, багатьох інших видатних долинян. Був отцем-деканом Долинського деканату.
Помер 8 червня 1932 року. Похований на старому, зараз недіючому долинському цвинтарі разом із дружиною Ольгою У вересні 2002 року могили Величковських було відреставровано.